# Liste der Flaggen Deutschlands (1933–1935)
Unter der Liste der Flaggen Deutschlands (1933–1935) finden sich Flaggen, die in der Zeit vom 13. März 1933 – der offiziellen Einführung der schwarz-weiß-roten Flagge und der Hakenkreuzflagge – bis zum Reichsflaggengesetz vom 15. September 1935 im Dritten Reich verwendet wurden.

## Reichsflagge

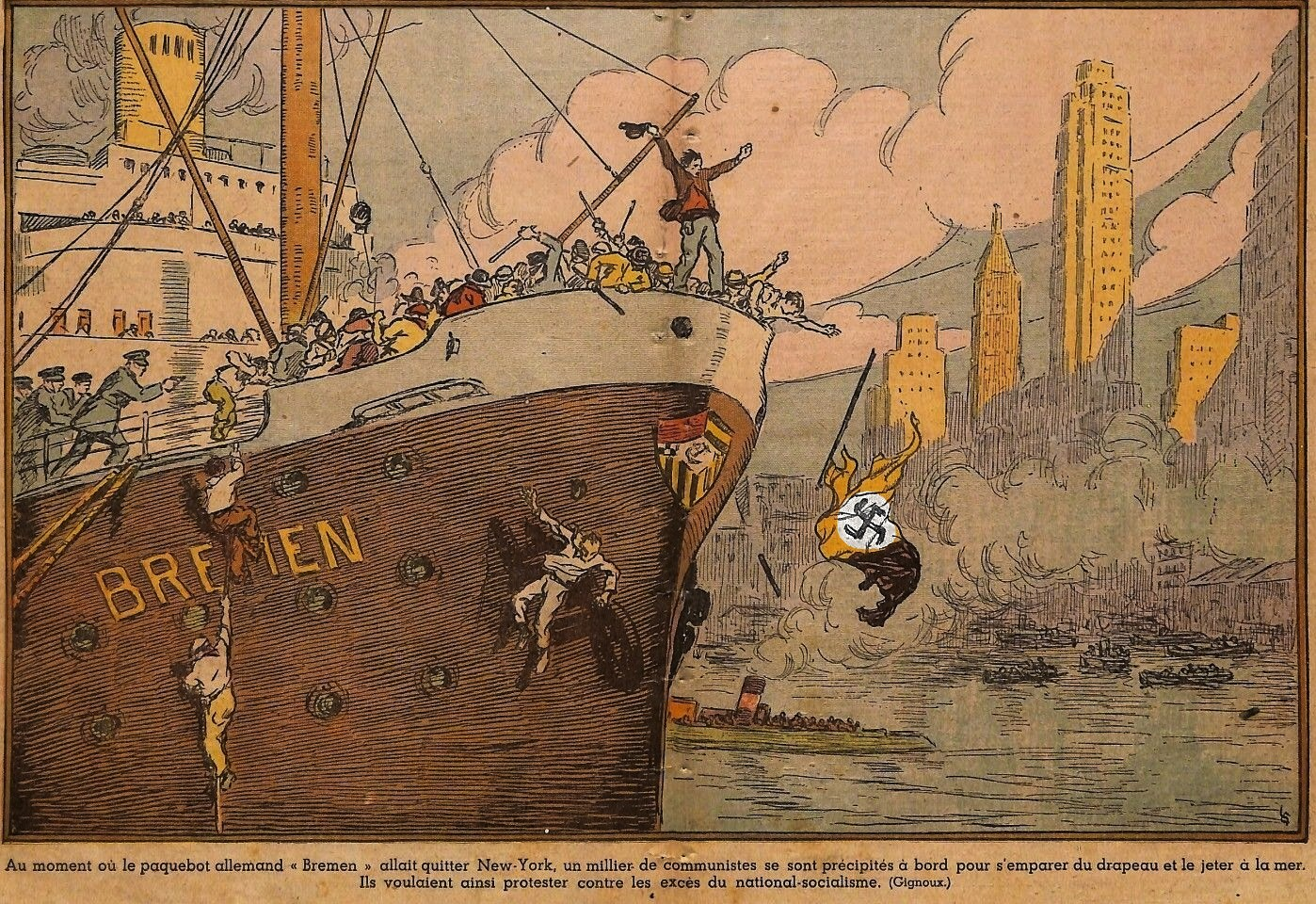
Die Illustration zeigt „Anti-Nazi-Demonstranten“, die die Hakenkreuzflagge in den Fluss werfen

Am 12. März 1933 wurde durch einen Erlass des Reichspräsidenten Paul von Hindenburg angeordnet, dass ab dem folgenden Tag bis zur endgültigen Regelung der Reichsfarben die schwarz-weiß-rote Flagge und die Hakenkreuzflagge gemeinsam zu hissen seien. Der Erlass Paul von Hindenburgs setzte de facto Artikel 3 der Weimarer Verfassung („Die Reichsfarben sind Schwarz-Rot-Gold“) außer Kraft. Diese vorläufige Regelung der Nationalflaggen wurde bis zum 15. September 1935, dem Beschluss des Reichsflaggengesetzes, beibehalten. Nach diesem Gesetz wurde die Hakenkreuzflagge als einzig gültige Reichs- und Nationalflagge sowie als Handelsflagge festgelegt. Ein Anlass für diese Änderung kann der „Bremen-Zwischenfall“ gewesen sein, der sich am 26. Juli 1935 in New York abspielte: Kurz vor dem Ablegen des deutschen Linienschiffs Bremen gelangte eine Gruppe von Teilnehmern einer „Anti-Nazi-Demonstration“ an Bord und entfernte während einer Schlägerei die nationalsozialistische Hakenkreuzflagge. Sie wurde zerrissen und anschließend in den Hudson River geworfen. Vier Tage später übergab der deutsche Botschafter der US-Regierung eine scharfe Protestnote, in der man sich über die „Schändung“ der deutschen Nationalflagge beklagte. Die US-Seite wies jedoch darauf hin, dass es sich bei der Hakenkreuzflagge lediglich um eine Parteifahne handele und die schwarz-weiß-rote Nationalflagge keineswegs angegriffen worden sei. Dies wird manchmal als letzter Anstoß für Adolf Hitler interpretiert, das Flaggengesetz zu ändern.
| Flagge | Datum     | Bezeichnung    | Beschreibung |
| ------ | --------- | -------------- | --- |
|        | 1933–1935 | Nationalflagge | Am 13. März 1933 gemeinsam mit der nachfolgenden Flagge als Nationalflagge eingeführt. |
|        | 1933–1935 | Nationalflagge | Die Hakenkreuzflagge wurde am 13. März 1933 als zusätzliche Nationalflagge eingeführt. Die zentrale Position der weißen Scheibe war bei der Nationalflagge zu Land bis zum 15. September 1935 vorgeschrieben. Erst zu diesem Zeitpunkt wurden Reichs- und Handelsflagge unter den Nationalsozialisten vereinigt und mit „etwas nach der Stange verschobener Scheibe“ festgelegt (nochmals genauer definiert durch Erlass vom 18. Juni 1937). Nach September 1935 gezeigte Hakenkreuzflaggen mit zentral gelegener Scheibe verkörperten Parteifahnen der NSDAP. Die Rückseite der Flagge zeigte im Gegensatz zur Handelsflagge ebenfalls ein rechtsweisendes Hakenkreuz, war also nicht „durchgefärbt“. |

## Handelsflagge
In der Verordnung über die vorläufige Regelung der Flaggenführung vom 31. März 1933 wurde es Kauffahrteischiffen gestattet, anstelle der republikanischen Handelsflagge die einfache schwarz-weiß-rote Reichsflagge und zusätzlich die Hakenkreuzflagge zu setzen. Erst am 1. Mai 1933 wurde das Setzen der alten republikanische Flagge untersagt, so dass bis zu diesem Zeitpunkt gleich mehrere Flaggen offiziell waren. Bekannt ist, dass die HAPAG-Reederei in diesem Zeitraum mit drei unterschiedlichen Handelsflaggen gleichzeitig fuhr. Am 20. Dezember 1933 wurde nochmals und definitiv bestimmt, dass die deutschen Handelsschiffe die schwarz-weiß-rote Heckflagge und die Hakenkreuzflagge zu setzen hatten. Hierdurch wurde das offizielle Erlöschen der Weimarer Handelsflagge besiegelt. Ferner wurde zu diesem Zeitpunkt erstmals beschrieben, dass die Hakenkreuzflagge der Handelsschiffe von der bis dahin verwendeten Form insoweit abweicht, als dass die weiße Scheibe mit dem Hakenkreuz etwas zur Stange hin verschoben ist. Diese Variante war bis September 1935 nur für die Seefahrt gültig.
| Flagge | Datum       | Bezeichnung                          | Beschreibung |
| ------ | ----------- | ------------------------------------ | --- |
|        | 1933        | Handelsflagge                        | Verwendet bis zum 1. Mai 1933. Offiziell abgeschafft am 20. Dezember 1933. |
|        | 1933–1935   | Handelsflagge                        | Ab 31. März 1933 mit der nachfolgenden Flagge verwendet. |
|        | 1933–(1945) | Handelsflagge                        | Mit nach links versetzter Scheibe am 20. Dezember 1933 als zusätzliche Handelsflagge eingeführt. Bereits vor diesem Zeitpunkt mit zentraler Scheibe zusammen mit der schwarz-weiß-roten Flagge als Handelsflagge verwendet. Die Rückseite der Flagge war „durchgefärbt“, somit zeigte diese ein linksweisendes Hakenkreuz. Bei Einführung der Flagge mit zentraler Scheibe im März 1933 war dies jedoch noch nicht der Fall. Wann die Rückseite der Handelsflagge geändert wurde, ist nicht bekannt, es darf jedoch vermutet werden, dass diese Änderung im Zuge der Verordnung vom 20. Dezember 1933 erfolgte. |
|        | 1933        | Handelsflagge mit dem Eisernen Kreuz | Verwendet bis zum 16. Juli 1933 von Führern von Handelsschiffen, die ehemalige Offiziere der Kriegs- oder Reichsmarine im Ruhestand waren. |
|        | 1933–1935   | Handelsflagge mit dem Eisernen Kreuz | Eingeführt am 16. Juli 1933 |

## Reichskriegsflagge und Kriegsgösch
Die Reichskriegsflagge republikanischen Musters wurde rasch abgeschafft. Interessant ist jedoch, dass durch den Erlass Paul von Hindenburgs am 12. März 1933 noch bestimmt wurde, am darauf folgenden Volkstrauertag (13. März 1933) auf allen Militäreinrichtungen die republikanische Kriegsflagge zu hissen. Dies ist umso überraschender, als bereits am Tag darauf (14. März 1933) die neue Reichskriegsflagge (ohne republikanisches Obereck) eingeführt wurde.
| Flagge | Datum     | Bezeichnung                        | Beschreibung |
| ------ | --------- | ---------------------------------- | --- |
|        | 1933      | Reichskriegsflagge                 | Letztmals verwendet am 13. März 1933 |
|        | 1933–1935 | Reichskriegsflagge und Kriegsgösch | Eingeführt am 14. März 1933. Neben dem Weglassen der republikanischen Oberecke unterschied sich die neue Flagge auch durch einen zusätzlichen weißen Außenrand um das Eiserne Kreuz. Ferner war dieses leicht nach links versetzt worden. Die Flagge wurde auch als Kriegsgösch verwendet, war zu diesem Zwecke jedoch kleiner gestaltet. |

Zu den ggf. vorhandenen Vorgängerversionen aller weiteren abgebildeten Flaggen siehe: Liste der Flaggen der Weimarer Republik

## Dienstflaggen
| Flagge | Datum     | Bezeichnung                                                            | Beschreibung |
| ------ | --------- | ---------------------------------------------------------------------- | --- |
|        | 1933      | Reichsdienstflagge der Wehrmacht                                       | Eingeführt am 14. März 1933 und bis zum 22. April 1933 verwendet. |
|        | 1933–1935 | Dienstflagge für die übrigen Reichsbehörden zur See/Reichsdienstflagge | Eingeführt am 31. März 1933 als Dienstflagge für die übrigen Reichsbehörden zur See. Eine neue Dienstflagge für die Behörden zu Lande wurde nicht eingeführt. Dagegen erfolgte bereits am 22. April 1933 eine Umbenennung der Flagge in Reichsdienstflagge. Gleichzeitig wurde bestimmt, dass zukünftig alle Behörden die Reichsdienstflagge zu führen haben. Es existierten Flaggenvarianten, die den Adler mit sechs Federn je Schwinge zeigten. Die Flagge wurde am 31. Oktober 1935 durch eine neue Version ersetzt. |

## Reichspräsident, Adolf Hitler, Reichswehrminister, Reichskriegsminister
| Flagge | Datum                         | Bezeichnung                                                                              | Beschreibung |
| ------ | ----------------------------- | ---------------------------------------------------------------------------------------- | --- |
|        | 1933–1935 (de facto bis 1934) | Standarte des Reichspräsidenten                                                          | Eingeführt am 22. April 1933. Verwendet bis zum 2. August 1934. Abgeschafft am 11. April 1935 |
|        | 1933–1935 (de facto bis 1934) | Standarte des Reichspräsidenten (Variante)                                               | Wie vorige Standarte. Möglicherweise ausschließlich als Kfz.-Stander verwendet. |
|        | 1935–(1945)                   | Persönliche Standarte Adolf Hitlers (offiz.: Standarte des „Führers und Reichskanzlers“) | Eingeführt am 11. April 1935. Adolf Hitler führte nie die Standarte des Reichspräsidenten nach dem Tode Paul von Hindenburgs am 2. August 1934, obwohl er das Amt des Reichspräsidenten mit dem des Reichskanzlers anschließend vereinigte, jedoch die eigene Titulierung als Reichspräsident ablehnte. Dennoch wurde die Standarte des Reichspräsidenten offiziell erst am 11. April 1935 abgeschafft. |
|        | 1933–1935                     | Flagge des Reichswehrministers                                                           | Die Flagge wurde am 14. März 1933 eingeführt und bis zum 23. Juli 1935 verwendet. |
|        | 1935                          | Flagge des Reichskriegsministers und Oberbefehlshabers der Wehrmacht                     | Angenommen am 23. Juli 1935. Verwendet bis zum 5. Oktober 1935. Die Umbenennung in Reichskriegsministerium erfolgte am 21. Mai 1935. |

## Reichsluftfahrtminister
Die Position des Reichsluftfahrtministers bzw. in späteren Jahren des Oberbefehlshabers der Luftwaffe wurde vom Beginn des Dritten Reichs bis zu seinem Ende von Hermann Göring eingenommen, der eine Vielfalt von persönlichen Flaggen und Standarten führte.
| Flagge | Datum     | Bezeichnung                                                     | Beschreibung |
| ------ | --------- | --------------------------------------------------------------- | --- |
|        | 1933–1935 | Kommandoflagge des Reichsministers der Luftfahrt (linke Seite)  | Eingeführt am 5. Mai 1933 zeigte diese Flagge den bis 1935 verwendeten Reichsadler im Zentrum. Unterhalb des Lorbeerkranzes befindet sich der Pour le Mérite – Orden, den Hermann Göring im Ersten Weltkrieg verliehen bekam. Vom Zentrum des Lorbeerkranzes ausgehend, befinden sich auf der Flagge insgesamt vier in die Ecken zeigende, stilisierte Propellerblätter. Seit April 1935 war die Bezeichnung dieser Flagge Kommandoflagge des Reichsministers der Luftfahrt und Oberbefehlshabers der Luftwaffe |
|        | 1933–1935 | Kommandoflagge des Reichsministers der Luftfahrt (rechte Seite) | Ähnlich der linken Seite gestaltet, jedoch mit umgekehrter Anordnung der Symbole |
|        | 1933–1935 | Flagge des Reichsluftfahrtministeriums (linke Seite)            | Hierbei handelte es sich um eine alternative Variante zur vorhergehenden Flagge, die vermutlich im gleichen Zeitraum wie diese verwenden worden ist. Anscheinend diente sie seit April 1935 als eine Art von „Übergangsflagge“, die bis zur Einführung einer neuen Version bis Ende des Jahres 1935 verwendet worden ist. Möglich ist allerdings auch, dass diese Version ausschließlich auf dem Reichsluftfahrtministerium gehisst wurde.                                                                      |
|        | 1933–1935 | Flagge des Reichsluftfahrtministeriums (rechte Seite)           | Hierbei handelt es sich um das vermutliche Aussehen der rechten Seite der Flagge, da keine Abbildungen oder Beschreibungen vorhanden sind. Es darf jedoch davon ausgegangen werden, dass das Aussehen vom Stil her an die erste Variante angepasst worden war. |

## Reichspostflagge
Hauptartikel: Reichspostflagge
| Flagge | Datum     | Bezeichnung      | Beschreibung                                                    |
| ------ | --------- | ---------------- | --------------------------------------------------------------- |
|        | 1933–1935 | Reichspostflagge | Eingeführt am 31. März 1933. Am 19. September 1935 abgeschafft. |

## Marine
Die traditionellen Kommandoflaggen der Kriegs- bzw. Reichsmarine, die bereits im Kaiserreich und anschließend in der Weimarer Republik verwendet worden waren, wurden übernommen. Siehe dazu: Liste der Flaggen der Weimarer Republik. Für die ab dem Jahre 1935 verwendeten Flaggen siehe: Liste der Flaggen der deutschen Marine (1935–1945)
| Flagge | Datum       | Bezeichnung        | Beschreibung |
| ------ | ----------- | ------------------ | --- |
|        | 1933–1935   | Lotsensignalflagge | Eingeführt am 21. Juni 1933. Am 5. November 1935 durch eine neue Version ersetzt. Der weiße Streifen um Schwarz-Weiß-Rot betrug 1/5 der gesamten Flaggenhöhe. |
|        | 1935–(1936) | Wassersportflagge  | Verwendet vom 31. Mai 1935 bis 31. Januar 1936. Die Flagge war ausschließlich zusammen mit der Hakenkreuzflagge zu zeigen. Die Flagge durfte nur von anerkannten Wassersportfahrzeugen des Wassersportverbandes gebraucht werden. Andere Wassersportfahrzeuge hatten die Hakenkreuzflagge und Schwarz-Weiß-Rot zu hissen. Ab Februar 1936 war bis zur Einführung der neuen Wassersportflagge die Handelsflagge zu setzen. In der Praxis dürfte die Wassersportflagge bereits ab September 1935 nicht mehr verwendet worden sein. |

## Seedienstflaggen der Küstenländer
Durch Änderung der Reichsdienstflagge am 22. April 1933 sahen sich die Küstenländer veranlasst, ihre traditionellen Seedienstflaggen zu modifizieren.
| Flagge | Datum     | Bezeichnung                  | Beschreibung                    |
| ------ | --------- | ---------------------------- | ------------------------------- |
|        | 1933–1935 | Seedienstflagge Mecklenburgs | Eingeführt am 7. Juli 1933.     |
|        | 1933–1935 | Seedienstflagge Bremens      | Eingeführt am 7. August 1933.   |
|        | 1933–1935 | Seedienstflagge Oldenburgs   | Eingeführt am 27. Oktober 1933. |
|        | 1934–1935 | Seedienstflagge Lübecks      | Eingeführt am 3. März 1934.     |
|        | 1934–1935 | Seedienstflagge Hamburgs     | Eingeführt am 3. März 1934.     |
|        | 1933–1935 | Seedienstflagge Preußens     | Eingeführt am 2. Oktober 1933.  |

## Dienstflaggen der Küstenländer für Binnenschifffahrt
Die Länder Mecklenburg und Lübeck übernahmen bis zum Jahr 1935 die Dienstflaggen der Weimarer Zeit (siehe Dienstflaggen für Binnenschifffahrt der Weimarer Republik). Am 3. März 1934 wurde die Dienstflagge Lübecks bestätigt. Das zusätzliche Hissen der Hakenkreuzflagge wurde jedoch vorgeschrieben. Besondere Flaggen mit Zusatzbuchstaben wurden nicht mehr erwähnt.